# Эргенч, Халит
 Хали́т Эрге́нч  (тур. Halit Ergenç; р. 30 апреля 1970, Стамбул, Турция) — турецкий актёр, наиболее известен по роли султана Сулеймана I в сериале «Великолепный век».

## Биография
Халит Эргенч родился 30 апреля 1970 года в Стамбуле, в семье актёра Саита Эргенча. Он получил среднее образование в Лицее имени Ататюрка в 1989 году. Халит поступил в Стамбульский технический университет. После первого года обучения он перешёл в Университет изящных искусств имени Мимара Синана, помимо учёбы он работал оператором и маркетологом. Некоторое время он был вокалистом и танцором, работая вместе с певицей Айше Пеккан.

## Карьера
В 1996 году Халита приняли в театр «Дормен», где он получил свою первую главную роль в мюзикле Король и я. Он хорошо зарекомендовал себя на телевидении в сериале «Чёрный ангел» . Эргенч продолжал играть в театре, он появлялся в таких пьесах, как Целуй меня, Кэт, Tatlı Charity, «Люби меня», «Amphitrion», Evita, «Призрак и другие», Şarkılar Susarsa. После работы в сериалах Köşe Kapmaca и Böyle mi Olacaktı, он отправился в Нью-Йорк и сыграл в мюзикле Приключения Зака.
В 2000 году Эргенч получил роли в фильмах Hiç Yoktan Aşk, «Почерк смерти», сериалах Dedem, Gofret ve Ben и «Зерда», где его напарником был Эджe Услу. Также Халит играл в театральных постановках, таких как Bugün Git Yarın Gel, Popcorn, Arapsaçı. В 2004 году он получил роль в сериале «Алийе» вместе с Санем Челик и Нежат Ишлер.
В 2005 году Эргенч снялся в драме режиссёра Чагана Ырмака «Отец и сын». В 2006 году он получил одну из главных ролей в фильме «Сеть 2.0». Начиная с 2006 года Эргенч снимался в роли Онура Аксала в сериале «Тысяча и одна ночь». В этот период он также играл роли в фильмах: Devrim Arabaları и «Первая любовь». Эргенч также снялся в роли Мустафы Кемаля Ататюрка в фильме Dersimiz Atatürk. В 2011 году получил роль в сериале «Великолепный век», где он сыграл султана Сулеймана Великолепного.
Участвовал в турецкой программе «Танцы для взрослых».
Он заявил, что ему нравится работать с режиссёром Зеки Демиркубузом и Ферзаном Эзпетеком, но он предпочитает работать с молодыми и талантливыми режиссёрами Рехой Эрдемом и Чаганом Ырмаком.

## Личная жизнь
Халит Эргенч женился на актрисе Гизем Сойсалди в 2007 году. В ноябре 2008 года супруги развелись.
7 августа 2009 года Эргенч женился на актрисе Бергюзар Корель. У супругов трое детей: сыновья Али (род. 09.02.2010) и Хан (род. 08.03.2020) и дочь Лейла (род. 08.11.2021). 
В январе 2025 года Эргенч был обвинён в даче ложных показаний в рамках расследования дела кастинг-менеджера Айше Барым, которая была арестована по обвинению в организации протестов в парке Гези в 2013 году. 27 мая 2025 года актёр был признан судом виновным в лжесвидетельствовании и приговорён к тюремному заключению на срок 1 год и 10 месяцев.

## Фильмография
| Год       |    | Русское название             | Оригинальное название            | Роль               |
| --------- | -- | ---------------------------- | -------------------------------- | ------------------ |
| 1996      | ф  |                              | Tatlı Kaçıklar                   |                    |
| 1996      | с  | Чёрный ангел                 | Kara Melek                       | Кюршат             |
| 1997      | с  |                              | Böyle mi Olacaktı                |                    |
| 1998      | ф  |                              | Gurbetçiler                      |                    |
| 1999      | тф | Почерк смерти                | Ölümün El Yazısı                 |                    |
| 2000      | ф  |                              | Hiç Yoktan Aşk                   |                    |
| 2001      | с  |                              | Dedem, Gofret ve Ben             | Ведат              |
| 2002      | с  | Азад                         | Azad                             |                    |
| 2002      | с  | Огонь Зейбек                 | Zeybek Ateşi                     | Алеко              |
| 2002      | с  | Следы на пляже               | Kumsaldaki İzler                 | Фазыл              |
| 2002—2004 | с  | Зерда                        | Zerda                            | Девран             |
| 2003      | с  | Отец                         | Baba                             | Картал             |
| 2003      | с  |                              | Sapkadan babam çikti             |                    |
| 2003      | с  |                              | Esir Şehrin İnsanları            | Лари Диксон        |
| 2004      | ф  | Школа                        | Okul                             | Себель-бей         |
| 2004—2006 | с  | Алийе                        | Aliye                            | Синан Карахан      |
| 2005      | ф  | Отец и сын                   | Babam ve Oğlum                   | Озкан              |
| 2006      | в  | Сеть 2.0                     | The Net 2.0                      | Игорь Иванаков     |
| 2006      | ф  | Трамвай                      | Tramvay                          | Незих              |
| 2006      | ф  | Первая любовь                | İlk Aşk                          | Кемаль             |
| 2006—2009 | с  | Тысяча и одна ночь           | Binbir Gece                      | Онур Аксал         |
| 2008      | ф  |                              | Devrim Arabaları                 | Угур               |
| 2009      | ф  | Горькая любовь               | Acı Aşk                          | Орхан Атаоглу      |
| 2010      | ф  |                              | Dersimiz: Atatürk                | Ататюрк            |
| 2011      | ф  | Гость                        | Misafir                          | Октай              |
| 2011—2014 | с  | Великолепный век             | Muhteşem Yüzyıl                  | Сулейман I         |
| 2015      | ф  | Али и Нино                   | Ali and Nino                     | Фатали Хан Хойский |
| 2016      | ф  | Красный Стамбул              | Istanbul Kırmızısı               | Орхан              |
| 2016—2018 | с  | Моя Родина — это ты          | Vatanım Sensin                   | Джевдет            |
| 2019      | с  | Вавилон                      | Babil                            | Ирфан              |
| 2021      | ф  | Диллема Азиза                | Azizler                          | Некати             |
| 2024      | ф  | Как будто завтра не наступит | Like There's No Tomorrow         | Хакан Кючюкарслан  |
| 2024      | ф  | За слова отвечаю             | Оригинальное название неизвестно | Султан Сулейман    |
| 2025      | ф  | Анонимные любовники          | Adsız Aşıklar                    | Джем               |
| 2025      | ф  | Если король проиграет        | Kral Kaybederse                  | Кенан Баран        |